# Allocosa samoana
Allocosa samoana este o specie de păianjeni din genul Allocosa, familia Lycosidae. A fost descrisă pentru prima dată de Roewer, 1951.
Este endemică în Samoa. Conform Catalogue of Life specia Allocosa samoana nu are subspecii cunoscute.